# Otto (Bayern)

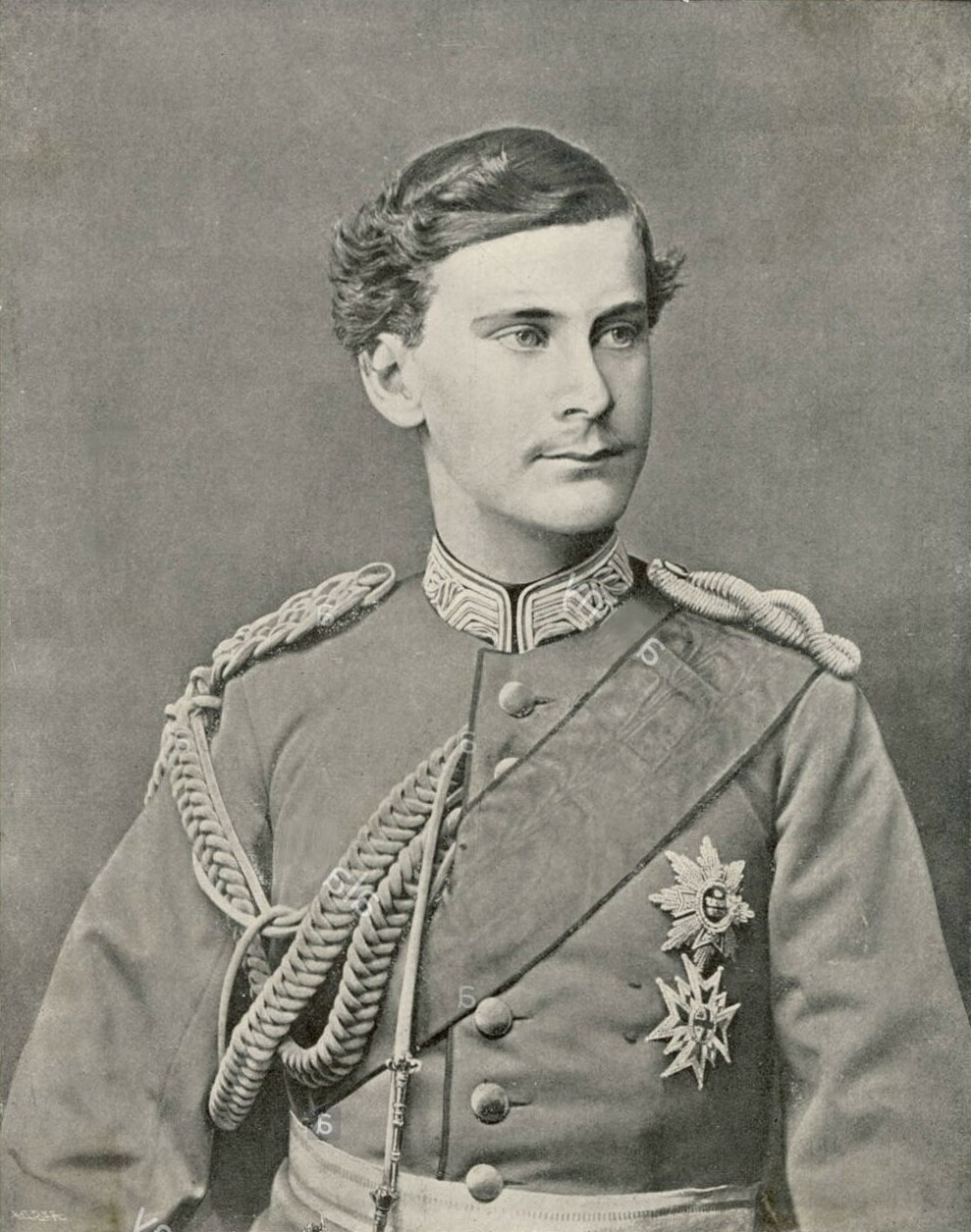
Otto von Bayern als Prinz

Otto Wilhelm Luitpold Adalbert Waldemar von Wittelsbach, König von Bayern (Rufname Otto; * 27. April 1848 in München; † 11. Oktober 1916 in Schloss Fürstenried), war vom 14. Juni 1886 bis zu seinem Tod als Otto I. König von Bayern. Da er wegen einer psychischen Erkrankung bereits regierungsunfähig auf den Thron gekommen war, nahmen von 1886 bis 1912 sein Onkel Luitpold und von 1912 bis 1913 sein Cousin Ludwig als Prinzregenten die Staatsgeschäfte für ihn wahr. Danach bestieg Ludwig als Ludwig III. selbst den Thron, wobei Ottos königliche Würden nicht angetastet wurden. Die Prinzregentenzeit gilt, auch durch den völligen Ausfall des Monarchen, als eine Epoche der Rückstellung bayerischer Interessen hinter die des Reiches.

## Leben

### Kindheit und Jugend

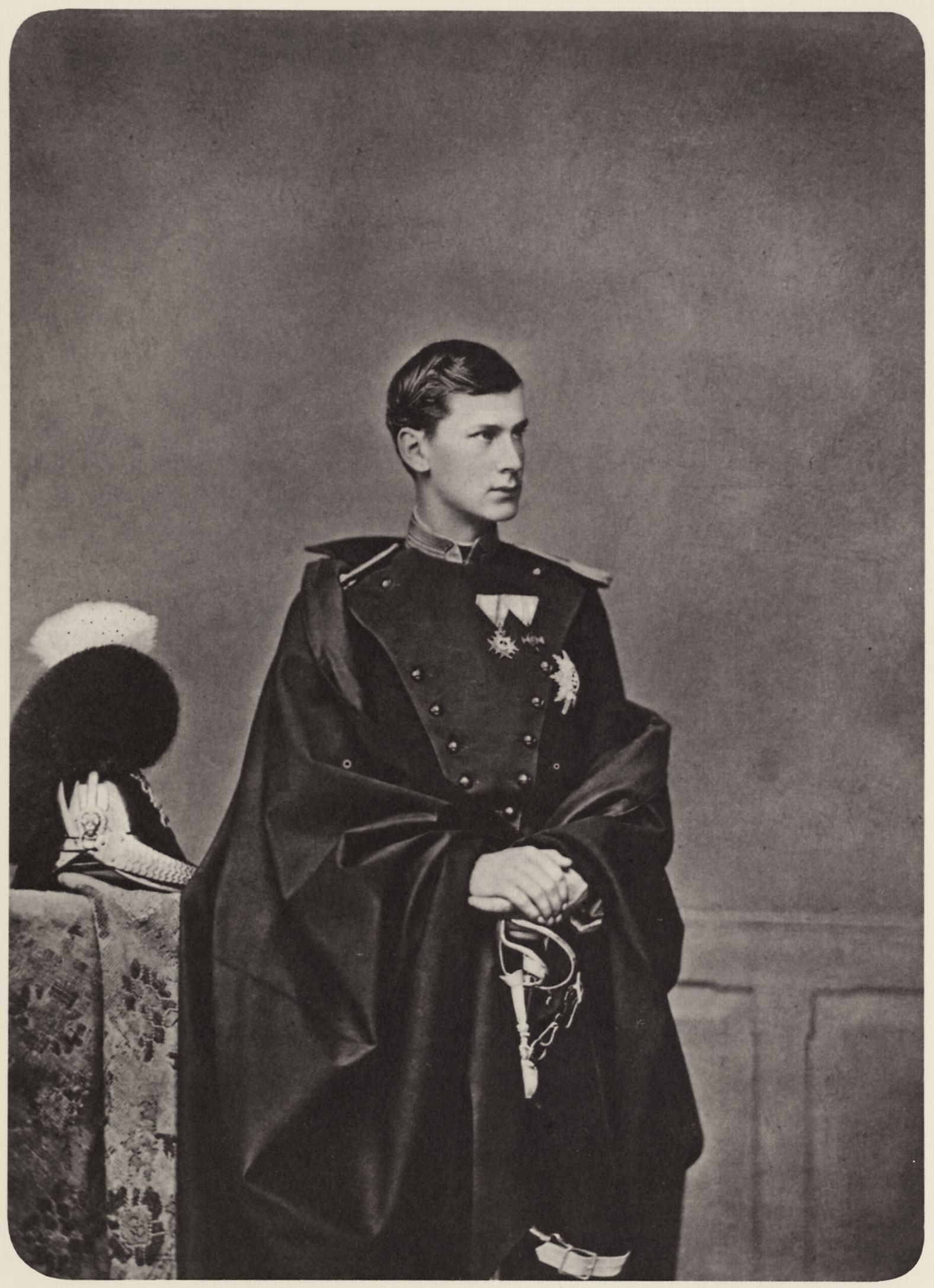
Prinz Otto als Oberst des 5. Chevauleger-Regiments

Prinz Otto wurde am 27. April 1848, zwei Monate zu früh, in der Münchner Residenz geboren. Seine Eltern waren König Maximilian II. von Bayern und Marie Friederike von Preußen. Taufpate war sein Onkel, König Otto I. von Griechenland. Otto hatte einen älteren Bruder, den Kronprinzen Ludwig.
Ihre Kindheit und Jugend verbrachten die Brüder vor allem auf Schloss Hohenschwangau, in der Umgebung ihrer Erzieher. Ihre Sommerferien verlebten sie zwischen 1853 und 1863 in der eigens für ihren Vater errichteten Königlichen Villa in Berchtesgaden.

### Militärdienst und beginnende Krankheit
Am 27. April 1863 wurde Prinz Otto zum Unterleutnant ernannt und am 1. März 1864 zur militärischen Ausbildung ins Kadettenkorps eingeführt. Am 26. Mai 1864 wurde er zum Oberleutnant ernannt. Nach dem Tod seines Vaters König Max II. am 10. März 1864 bestieg sein älterer Bruder Ludwig als König Ludwig II. den Thron. In der Zeit vom 18. Juni bis zum 15. Juli 1864 empfingen die Brüder sowohl das österreichische als auch das russische Kaiserpaar. Etwa ein Jahr später wurden bei Otto die ersten Anzeichen einer psychischen Störung festgestellt.
Im Jahre 1865 begleitete er seine Mutter nach Schwerin und Berlin sowie nach Hamburg und Kiel. Im September 1866 bereiste er Oberitalien und begleitete im November seinen Bruder auf dessen Reise durch Franken.
Mit Erreichen der Volljährigkeit am 27. April 1866 folgte seine Beförderung zum Hauptmann und sein Eintritt in den aktiven Militärdienst beim Infanterie-Leib-Regiment. In dieser Funktion nahm Otto sowohl am Deutschen Krieg 1866 als auch 1870/71 am Krieg gegen Frankreich aktiv teil, an letzterem als Inhaber des 5. Chevauleger-Regiments. Der Anblick verstümmelter Soldaten setzte ihm jedoch schwer zu, Depressionen suchten ihn heim. Ludwig II. war über die seelische Verfassung Ottos beunruhigt und sah ein, dass sich sein Bruder nicht für eine Regierungsübernahme eignete – für den Fall seiner Abdankung, mit der er mehrmals liebäugelte.
Bei der Kaiserproklamation 1871 in Versailles fungierte Otto zusammen mit seinem Onkel Luitpold als Vertreter seines Bruders Ludwig II.; über seine Eindrücke schrieb er an ihn:

„[…] Ach Ludwig, ich kann Dir gar nicht beschreiben wie unendlich weh und schmerzlich es mir während jener Zeremonie zumute war […] Alles so kalt, so stolz, so glänzend, so prunkend und großtuerisch und herzlos und leer.“

Allgemein verband Otto mit Ludwig II. eine innige brüderliche Zuneigung, die sich in häufigen gemeinsamen Unternehmungen (Besuch der Wartburg 1867) zeigte. Im Jahre 1868 wurde Otto in den Ritterorden vom Heiligen Georg, den Hausorden der Wittelsbacher, aufgenommen; 1869 folgte auf Initiative von Kardinal Karl August von Reisach seine Investitur in den Ritterorden vom Heiligen Grab zu Jerusalem. In diesen Jahren erfüllte Otto auch einige Repräsentationspflichten, die Ludwig II. nicht mehr wahrnehmen wollte.
Kurz nach Ende des Deutsch-Französischen Krieges begann sich Ottos geistiger Zustand rapide zu verschlechtern. Seit 1871 vermied er zunehmend Begegnungen mit fremden Menschen. Er wurde unter ärztliche Aufsicht gestellt und es wurden Berichte über seinen Zustand an den Reichskanzler Otto von Bismarck gesandt. Seit Januar 1872 galt Otto offiziell als geisteskrank, ab 1873 wurde er im südlichen Pavillon von Schloss Nymphenburg in Isolation gehalten. Behandelnder Arzt war der seinerzeit als Koryphäe auf dem Gebiet der psychischen Krankheiten geltende Bernhard von Gudden, der in einem weiteren Gutachten von 1873 Ottos Krankheit bestätigte.

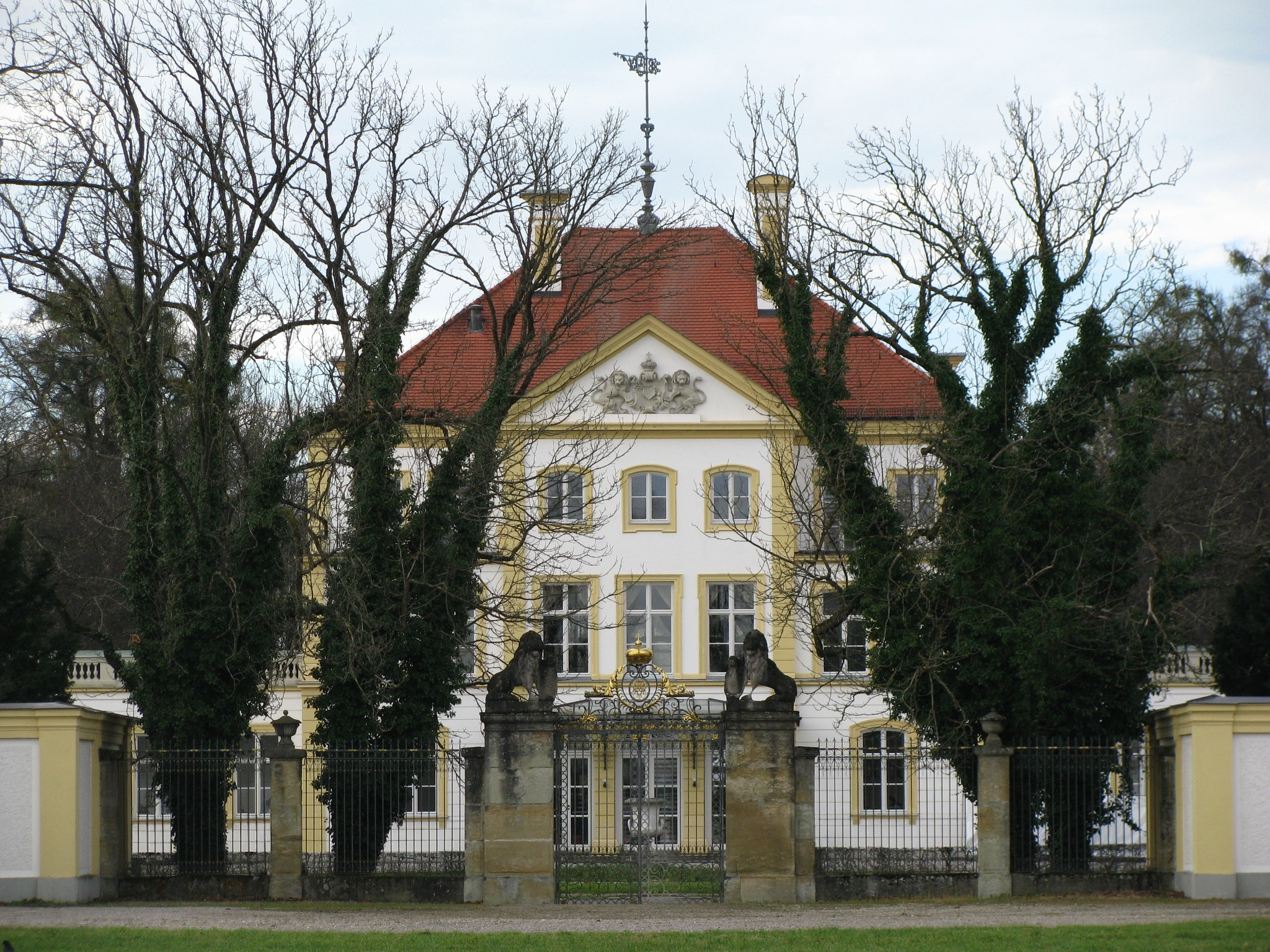
Schloss Fürstenried

Bei der Fronleichnamsmesse am 27. Mai 1875 in der Münchner Frauenkirche kam es zu einem aufsehenerregenden Zwischenfall, als Otto – der am Gottesdienst nicht teilgenommen hatte – in Jagdkleidung in die Kirche stürmte und den zelebrierenden Erzbischof Gregor von Scherr auf den Knien um Vergebung seiner Sünden bat. Das Hochamt wurde unterbrochen, der Prinz ohne Widerstand von zwei Kirchendienern weggeführt. Otto wurde ins Schloss Schleißheim gebracht, wo er unter noch stärkere Überwachung gestellt wurde. Die Presse berichtete über den Vorfall:

„Der Geisteszustand des Prinzen Otto von Baiern gab am Frohnleichnamstage zu ernsten Besorgnissen Anlaß. Wie man nämlich dem ‚Volkfreund‘ schreibt, schritt in der Domkirche zu München Prinz Otto (ein Bruder des Königs) in einem Anfall von momentaner Verwirrung plötzlich ins Presbyterium zu dem Erzbischof und erklärte, er wolle jetzt ‚einen öffentlichen Widerruf leisten, um dadurch das öffentlich gegebene Aergerniß wieder gut zu machen‘. Durch das Dazwischentreten des Domceremoniars wurde der Prinz alsbald in die Sacristei geschafft und durch eine eiligst herbeigerufene Hofequipage nach Nymphenburg gebracht. Der Domceremoniar erklärte nämlich dem Prinzen in energischem Tone, den betreffenden Widerruf dürfe nicht er persönlich leisten, sondern der müsse durch einen Priester von der Kanzel herab verkündet werden. Damit zeigte sich der Prinz einverstanden und ließ sich ruhig entfernen. Jetzt ist er bereits so hergestellt, daß er dem Schluß der Mai-Andacht in der Ludwigskirche beiwohnen konnte.“

Eine für Juni geplante Reise wurde zunächst abgesagt. Am 6. Juni 1875 brach er jedoch in Begleitung seines Adjutanten Hauptmann Freiherr von Branca Richtung Rhein und nach England auf. Er reiste incognito und wollte zuerst Mainz besuchen, um die Umgebung der Stadt „eingehend zu besichtigen“. Dort eingetroffen, musste er jedoch die Reise abbrechen und nach München zurückkehren.
Ottos letzter öffentlicher Auftritt war die Teilnahme an der Königsparade vom 22. August 1875 auf dem Münchner Marsfeld an der Seite seines Bruders.
Um die Jahreswende 1875/76 veranlassten „[h]äufiger und rapider auftretende Gemüthsaffektionen“ des Prinzen seine Ärzte, „auf die möglichste Absonderung desselben von der Außenwelt zu dringen“. Bei Tisch wurde Otto „zwischen dem Könige und seiner Mutter der Platz angewiesen […], um beim eventuellen Eintritte einer Störung der normalen Gemüthsstimmung die Entfernung des hohen Leidenden sofort veranlassen zu können.“
Ab dem 1. Juni 1876 hielt er sich auf Verordnung seiner Ärzte einige Wochen in Schloss Ludwigsthal im Bayerischen Wald auf. Im Jahre 1878 wurde Otto entmündigt.
Nachdem sich Ottos Zustand im Frühjahr 1880 nochmals massiv verschlimmert hatte, wurde er 1883 endgültig in das eigens für ihn umgebaute Schloss Fürstenried bei München gebracht, in dem er den Rest seines Lebens verbringen sollte. Auf Anordnung von König Ludwig II., der seinen Bruder wiederholt nachts besuchte, durfte ihm keinerlei Gewalt angetan werden. Otto wurde auch von seiner Cousine Therese von Bayern besucht, die ihm in Liebe verbunden war und nie heiratete.

### König von Bayern

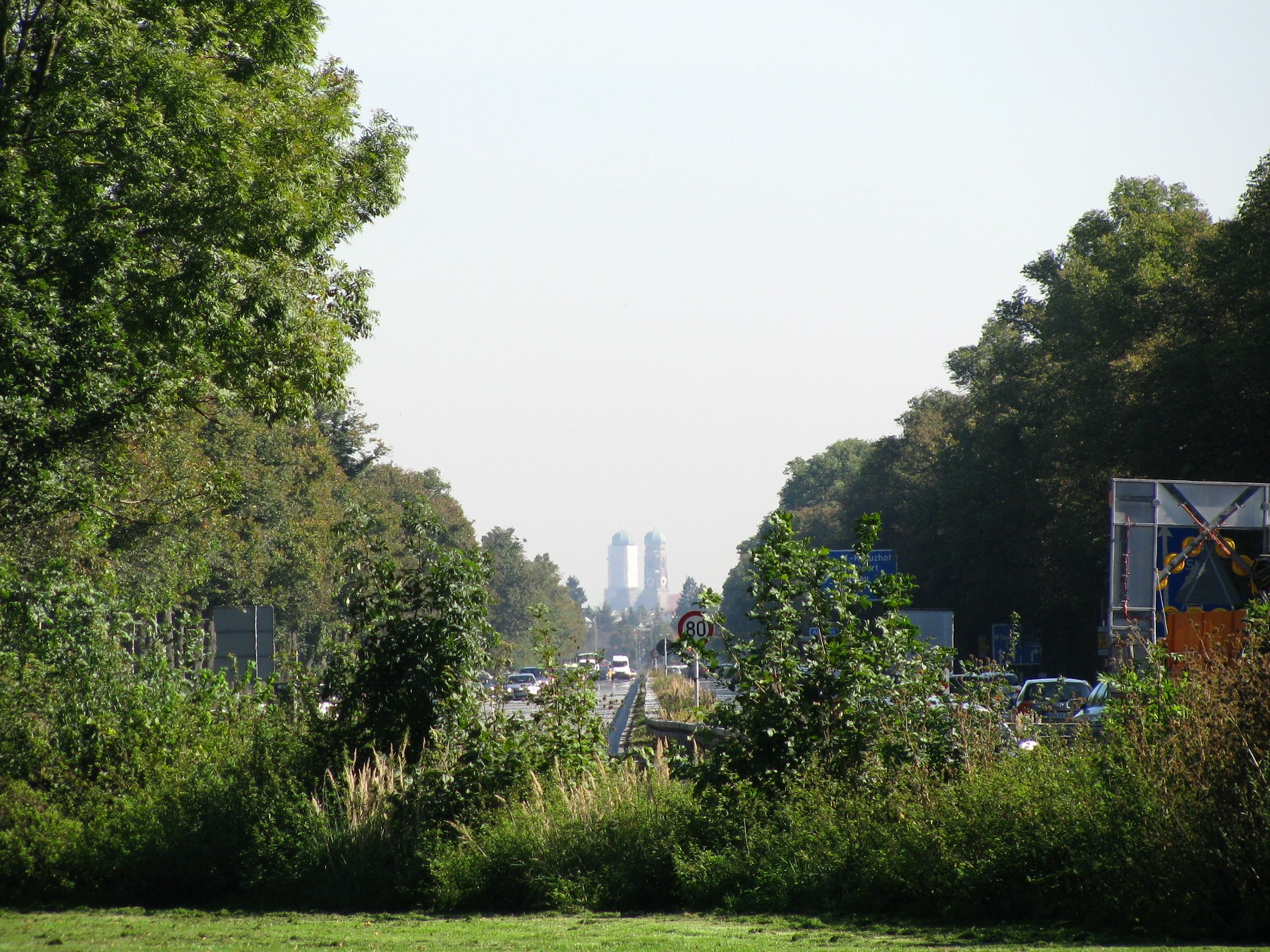
Sichtachse von Schloss Fürstenried auf die Frauenkirche in München

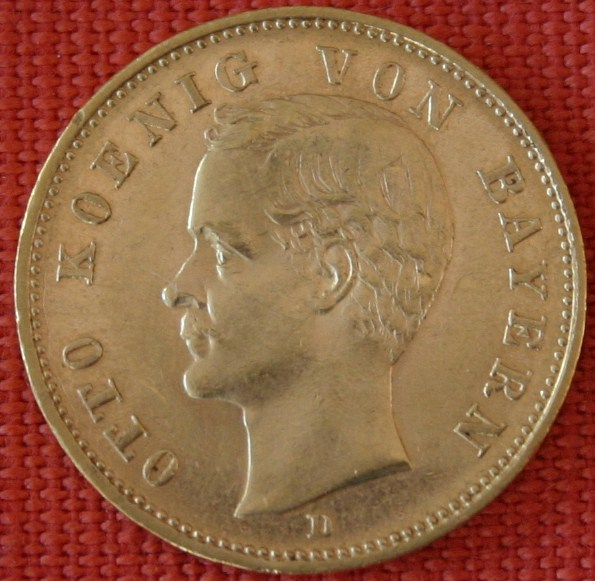
20 Mark mit Konterfei Ottos aus dem Jahr 1905

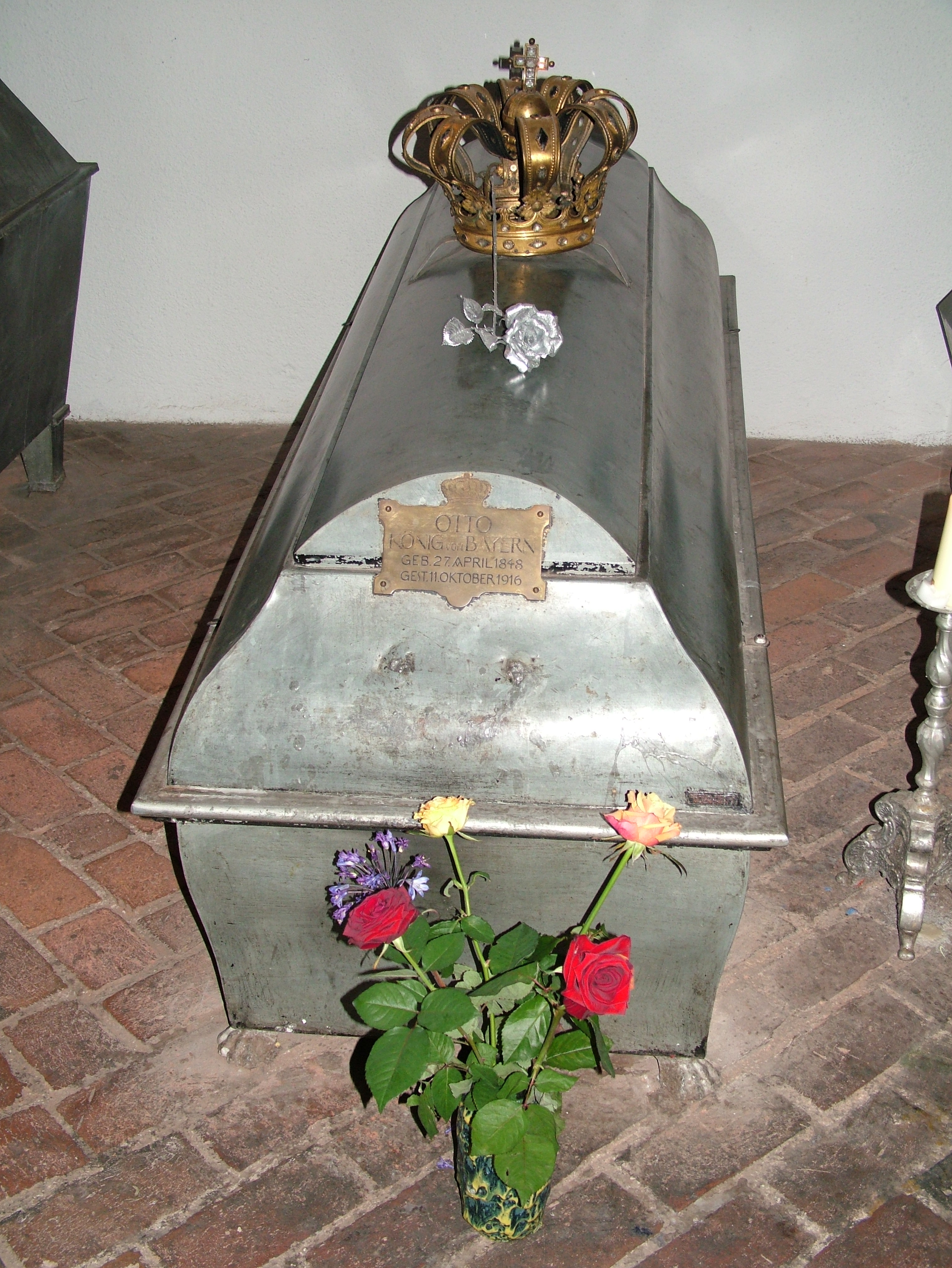
Sarkophag König Ottos I. in der St.-Michael-Kirche in München

Als König Ludwig II. am 10. Juni 1886 durch seine Minister entmündigt wurde, übernahm sein Onkel Luitpold die Herrschaft im Königreich Bayern und führte die Staatsgeschäfte anstelle Ludwigs als Prinzregent; sein offizieller Titel in dieser Funktion war „des Königreichs Bayern Verweser“. Nur drei Tage später kam Ludwig II. unter ungeklärten Umständen ums Leben, womit ihm Prinz Otto gemäß der Thronfolgeregelung der Wittelsbacher am 13. Juni 1886 als bayerischer König nachfolgte. Da Otto aufgrund seines Gesundheitszustandes regierungsunfähig war (offiziell hieß es euphemistisch: „Der König ist schwermütig“), übte Luitpold auch für ihn die Regentschaft aus. Die Proklamation über seine Thronbesteigung, die Otto am Tag nach seiner offiziellen Amtsübernahme im Schloss Fürstenried verlesen wurde, begriff er nicht. Er hielt seinen Onkel Luitpold für den rechtmäßigen König. Kurz darauf wurden die bayerischen Truppen auf König Otto I. vereidigt und Münzen mit seinem Konterfei geprägt. Schloss Fürstenried wurde so zum Domizil des Königs von Bayern. Zur Sicherung wurden hohe Mauern um das Schlossareal angelegt. Dennoch war das Schloss keine triste Anstalt, sondern trotz einiger damals noch rabiater Behandlungsmethoden eine äußerst luxuriöse Unterbringung mit prächtigen Sälen, wo Otto isoliert in der ersten Etage des Hauptgebäudes mit seinem Hofstaat lebte. In seinen Jahren als König saß Otto oft völlig apathisch in einem schweren Ledersessel und rauchte Zigarren oder selbst gedrehte Zigaretten und erkannte niemanden mehr. Seine Lieblingsbeschäftigung war es, in der Parkanlage nach Erdbeeren zu suchen und sich mit Vögeln zu unterhalten. Manchmal blickte er von einem Hügel über die Mauer gen München und richtete ungehörte Ansprachen an sein Volk.
Nach dem Tod Luitpolds am 12. Dezember 1912 folgte diesem dessen Sohn Ludwig im Amt des Prinzregenten von Bayern nach. Durch eine Änderung der bayerischen Verfassung im November 1913 wurde die grundsätzliche Möglichkeit geschaffen, im Fall einer lange andauernden Krankheit eines Königs die Regentschaft zu beenden und den nächsten Wittelsbacher in der Thronfolge den bayerischen Thron besteigen zu lassen. Am 5. November erklärte Prinzregent Ludwig in einer von den bayerischen Ministern unterzeichneten Erklärung seine Regentschaft für beendet und wurde als Ludwig III. zum König von Bayern proklamiert. Gleichzeitig legte er fest, dass die Titel und Würden König Ottos nicht angetastet werden sollten. Das Land besaß somit für knapp drei Jahre zwei Könige.
Am 10. Oktober 1916 kam es bei König Otto unerwartet zu Magenblutungen; sein Zustand wurde als ernst bezeichnet. Am 11. Oktober 1916 starb er aufgrund einer Darmverschlingung. Sein Vetter Ludwig III. erließ folgende königliche Bekanntmachung:

„Gott dem Allmächtigen hat es gefallen, Se. Majestät den König Otto, unseren innigst geliebten Herrn Vetter, von schwerem Leiden und in das ewige Leben abzurufen. Mit Wehmut stehen wir mit unserem ganzen königlichen Hause an der Bahre des Dahingeschiedenen. Sein unerwarteter Heimgang erneuert die Gefühle des Schmerzes, die wir mit unserem königlichen Hause und unserem getreuen Volke ob des tieftraurigen Schicksals des hohen Verblichenen stets empfunden haben. Angesichts der schweren Zeit, von der unser geliebtes Vaterland heimgesucht ist, erlassen wir zur Trauerfeier folgende besondere Anordnung:

1. Das Trauergeläute der Kirchenglocken dauert bis einschließlich zum Tage der Beisetzung von 12 bis 1 Uhr mittags mit zweimaliger Unterbrechung von je 10 Minuten.

2. Oeffentliche Musik, öffentliche Lustbarkeiten und Schauspielvorstellungen sind am Tage der Beisetzung einzuzustellen.“

Der verstorbene König wurde öffentlich aufgebahrt. Damit konnte die Bevölkerung – abgesehen von einigen in den Jahren zuvor von Paparazzi heimlich in Fürstenried aufgenommenen Bildern – erstmals ihren König sehen. Für drei Monate wurde Landestrauer verordnet. Dazu gehörte die Verpflichtung der Angehörigen der Armee, bis zum 10. Januar 1917 Trauerflor am linken Oberarm zu tragen. Am 14. Oktober 1916 wurde Otto in der Gruft der Kirche St. Michael in München nahe dem Sarkophag seines Bruders Ludwig II. zur letzten Ruhe gebettet. Sein Herz wurde getrennt bestattet und am 17. August 1917 in der Gnadenkapelle von Altötting beigesetzt.

### Krankheitsbild
Otto I. litt an einer psychischen Erkrankung. Noch bis Mitte des 19. Jahrhunderts war selbst unter Medizinern die Auffassung verbreitet,  psychische Erkrankungen seien die Folge „sittlicher Mängel“ oder durch eine „bedenkliche Lebensführung“ veranlasst. So versuchte noch Ottos Leibarzt Franz Xaver Gietl im Jahr 1871, Otto mit „moralisierenden Mahnreden“ zu einer Änderung der Lebensführung zu veranlassen. Auch mit eiskalten Duschen und der Gabe von Morphium wurden Therapieversuche unternommen.  Im Jahre 1873 wurde der Psychiater Bernhard von Gudden auf ausdrücklichen Wunsch von König Ludwig II. an die Münchner Universität berufen. Er leitete in Personalunion die Kreisirrenanstalt in München-Giesing und sollte sich insbesondere um die Betreuung von Prinz Otto kümmern. Zu diesem Zeitpunkt konnte Ludwig II. freilich noch nicht ahnen, dass er selbst im Jahr 1886 auf Grundlage eines Gutachtens von Gudden entmündigt werden sollte.
Von Gudden stellte jeweils zwei Assistenzärzte der Kreisirrenanstalt ab, die als „Prinzenärzte“ im monatlichen Wechsel Prinz Otto zur Seite standen. Nach dem Tod von Gudden und Ludwig II. übernahm Guddens Nachfolger und Schwiegersohn Hubert Grashey im Jahr 1887 auch die Betreuung von König Otto I. Er behielt das von Gudden eingeführte Modell der monatsweisen Abstellung von zwei Assistenzärzten der Kreisirrenanstalt zu König Otto I. in Schloss Fürstenried unverändert bei. Burgmair und Weber nehmen an, Otto habe an einer paranoid-halluzinatorischen, schizophrenen Psychose gelitten. Häfner hält diese Diagnose für unwahrscheinlich. Da Prinz Otto in jungen Jahren häufig Prostituierte aufsuchte, vermutet er eher eine Neurolues-Erkrankung infolge einer frühen Lues-Infektion. „Erscheinungsbild und Verlauf des Leidens bei Otto sind für diese Erkrankung typisch.“

## Historische Wahrnehmung der Prinzregentenzeit
Die Prinzregentenzeit, wie die Regentschaft Luitpolds von Bayern häufig bezeichnet wird, gilt aufgrund der politischen Passivität Luitpolds als Ära der allmählichen Rückstellung bayerischer Interessen hinter die des Deutschen Kaiserreiches. In Verbindung mit dem unglücklichen Ende der vorausgegangenen Herrschaft König Ludwigs II. wirkte dieser Bruch in der bayerischen Monarchie umso stärker. Ludwig Thoma meinte 1907, dass die Monarchie einen sichtbaren Repräsentanten brauche. Ein König, der dem Volk völlig entzogen werde, schade dem System. Die Verfassungsänderung von 1913 brachte nach Ansicht von Historikern schließlich den entscheidenden Bruch in der Kontinuität der Königsherrschaft, zumal diese Änderung vom Landtag als Volksvertretung bewilligt worden war und somit indirekt einen Schritt weg von der konstitutionellen hin zur parlamentarischen Monarchie bedeutete. Die Verbindung dieser beiden Entwicklungen wird heute als Hauptursache für das unspektakuläre und ohne Widerstände erfolgte Ende der Monarchie in Bayern im Zuge der Novemberrevolution von 1918 betrachtet. Schon seit einiger Zeit war die bayerische Monarchie, insbesondere aufgrund der Geistesschwäche ihrer Oberhäupter (nun König Otto) in einer Krise, wodurch nicht nur deren Akzeptanz in der Bevölkerung beschädigt, sondern auch die politische Stellung Bayerns insgesamt geschwächt wurde. Innenpolitisch errang nicht nur die Bürokratie in Bayern mehr Einfluss, als ihr nach der Verfassung zustand, es waren auch zunehmend einflussreiche politische Parteien entstanden, die die Verfassung ebenfalls nicht berücksichtigte. Auch blieben soziale Fragen, die mit der zunehmenden Industrialisierung aufgekommen waren, ebenso ungelöst wie der Umgang mit dem Verlangen der Arbeiter nach mehr Einfluss in der Gesellschaft und der neu aufstrebenden Frauenbewegung. Zudem war das Verhältnis zu Berlin weiterhin relativ kühl. 
Im Lauf seiner 26-jährigen Regentschaft verstand es Prinzregent Luitpold trotzdem, durch Bescheidenheit, Tüchtigkeit und Volkstümlichkeit das anfängliche Unbehagen seiner Untertanen zu überwinden. Diese Prinzregentenjahre wurden schließlich – vor allem in der Rückschau – zu einem goldenen Zeitalter Bayerns verklärt, auch wenn man dem „Märchenkönig“ Ludwig II. weiterhin nachtrauerte, was in einer folkloristisch-nostalgischen Weise bis heute geschieht.

## Film
Prinz Otto von Bayern wurde 1954 im Film Ludwig II. – Glanz und Ende eines Königs in einer Nebenrolle von Klaus Kinski dargestellt. Durch diese Rolle erregte Kinski erstmals im deutschen und internationalen Kino Aufsehen.
1973 wurde er in Viscontis Film Ludwig von John Moulder-Brown gespielt. 2012 stellte ihn Tom Schilling im Film Ludwig II. dar.

## Vorfahren
| Ahnentafel König Otto von Bayern  | Ahnentafel König Otto von Bayern                                                                                         | Ahnentafel König Otto von Bayern                                                                                          | Ahnentafel König Otto von Bayern                                                                                                 | Ahnentafel König Otto von Bayern                                                                                      | Ahnentafel König Otto von Bayern                                                                                        | Ahnentafel König Otto von Bayern                                                                                 | Ahnentafel König Otto von Bayern                                                                         | Ahnentafel König Otto von Bayern                                                                                 |
| --------------------------------- | --- | --- | --- | --- | --- | --- | --- | --- |
| Ururgroßeltern                    | Herzog Friedrich Michael von Pfalz-Birkenfeld (1724–1767) ⚭ 1746 Maria Franziska Dorothea von Pfalz-Sulzbach (1724–1794) | Georg Wilhelm von Hessen-Darmstadt (1722–1782) ⚭ 1748 Maria Luise Albertine von Leiningen-Dagsburg-Falkenburg (1729–1818) | Herzog Ernst Friedrich III. Carl von Sachsen-Hildburghausen (1727–1780) ⚭ 1758 Ernestine von Sachsen-Weimar Eisenach (1740–1786) | Großherzog Karl zu Mecklenburg-Strelitz (1741–1816) ⚭ 1768 Friederike Caroline Luise von Hessen-Darmstadt (1752–1782) | August Wilhelm von Preußen, Prinz von Preußen (1722–1758) ⚭ 1742 Luise Amalie von Braunschweig-Wolfenbüttel (1722–1780) | Landgraf Ludwig IX. von Hessen-Darmstadt (1719–1790) ⚭ 1741 Henriette Karoline von Pfalz-Zweibrücken (1721–1774) | Landgraf Friedrich IV. von Hessen-Homburg (1724–1751) ⚭ 1746 Ulrike Luise zu Solms-Braunfels (1731–1792) | Landgraf Ludwig IX. von Hessen-Darmstadt (1719–1790) ⚭ 1741 Henriette Karoline von Pfalz-Zweibrücken (1721–1774) |
| Urgroßeltern                      | König Maximilian I. (1756–1825) ⚭ 1785 Auguste Wilhelmine von Hessen-Darmstadt (1765–1796)                               | König Maximilian I. (1756–1825) ⚭ 1785 Auguste Wilhelmine von Hessen-Darmstadt (1765–1796)                                | Herzog Friedrich von Sachsen-Altenburg (1763–1834) ⚭ 1785 Charlotte von Mecklenburg-Strelitz (1769–1818)                         | Herzog Friedrich von Sachsen-Altenburg (1763–1834) ⚭ 1785 Charlotte von Mecklenburg-Strelitz (1769–1818)              | König Friedrich Wilhelm II. von Preußen (1744–1797) ⚭ 1769 Friederike von Hessen-Darmstadt (1751–1805)                  | König Friedrich Wilhelm II. von Preußen (1744–1797) ⚭ 1769 Friederike von Hessen-Darmstadt (1751–1805)           | Landgraf Friedrich V. von Hessen–Homburg (1748–1820) ⚭ 1768 Karoline von Hessen-Darmstadt (1746–1821)    | Landgraf Friedrich V. von Hessen–Homburg (1748–1820) ⚭ 1768 Karoline von Hessen-Darmstadt (1746–1821)            |
| Großeltern                        | König Ludwig I. (1786–1868) ⚭ 1810 Therese von Sachsen-Hildburghausen (1792–1854)                                        | König Ludwig I. (1786–1868) ⚭ 1810 Therese von Sachsen-Hildburghausen (1792–1854)                                         | König Ludwig I. (1786–1868) ⚭ 1810 Therese von Sachsen-Hildburghausen (1792–1854)                                                | König Ludwig I. (1786–1868) ⚭ 1810 Therese von Sachsen-Hildburghausen (1792–1854)                                     | Wilhelm von Preußen (1783–1851) ⚭ 1804 Marianne von Hessen-Homburg (1785–1846)                                          | Wilhelm von Preußen (1783–1851) ⚭ 1804 Marianne von Hessen-Homburg (1785–1846)                                   | Wilhelm von Preußen (1783–1851) ⚭ 1804 Marianne von Hessen-Homburg (1785–1846)                           | Wilhelm von Preußen (1783–1851) ⚭ 1804 Marianne von Hessen-Homburg (1785–1846)                                   |
| Eltern                            | König Maximilian II. Joseph (1811–1864) ⚭ 1842 Marie von Preußen (1825–1889)                                             | König Maximilian II. Joseph (1811–1864) ⚭ 1842 Marie von Preußen (1825–1889)                                              | König Maximilian II. Joseph (1811–1864) ⚭ 1842 Marie von Preußen (1825–1889)                                                     | König Maximilian II. Joseph (1811–1864) ⚭ 1842 Marie von Preußen (1825–1889)                                          | König Maximilian II. Joseph (1811–1864) ⚭ 1842 Marie von Preußen (1825–1889)                                            | König Maximilian II. Joseph (1811–1864) ⚭ 1842 Marie von Preußen (1825–1889)                                     | König Maximilian II. Joseph (1811–1864) ⚭ 1842 Marie von Preußen (1825–1889)                             | König Maximilian II. Joseph (1811–1864) ⚭ 1842 Marie von Preußen (1825–1889)                                     |
| König Otto von Bayern (1848–1916) | | | | | | | | |